# Eje

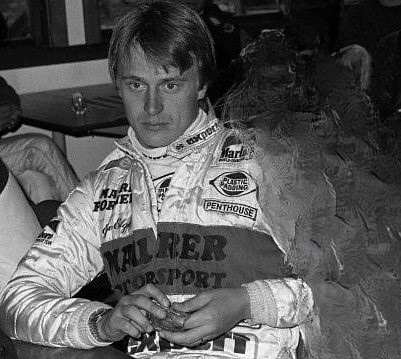
Eje Elgh, 1981.

Eje är ett grekiskt namn, som betyder "Den store" eller "Herren".
Den 31 december 2021 fanns det 1032 män i Sverige med namnet, 455 av dessa hade det som tilltalsnamn/förstanamn. Det fanns även 3 kvinnor som hette Eje i förnamn, ingen av dessa hade det dock som tilltalsnamn. Det fanns även 71 män som stavade namnet Eie, 15 av dessa hade det som tilltalsnamn/förstanamn.
Eje kan också vara ett smeknamn för till exempel Einar.

## Personer med namnet Eje
- Eje Elgh, svensk racerförare och TV-kommentator
- Eje Lindström, svensk ishockeyspelare
- Eje Thelin, svensk jazzmusiker